# Hái!
Albums de The Creatures
U.S. Retrace
(2000) Mantaray
(2007)
Siouxsie
Hái! est un album de The Creatures sorti en octobre 2003. Il a été enregistré avec le percussionniste Leonard Eto. The Creatures est le deuxième groupe de la chanteuse Siouxsie  et du batteur Budgie.
Philippe Richard écrit dans le mensuel Magic : « Beau et animé comme un jardin public de Hong-Kong. ».
L'album a été conçu comme un 33 tours vinyle, avec une face A extravertie et une face B plus calme et introvertie. Pour Siouxsie, Tourniquet « représente ce changement entre un côté très physique et extraverti, et quelque chose qui est à l’opposé de cela. Godzilla est, par contre, plutôt drôle. Cela parle un peu de la façon dont les gens me voient : "Qui êtes vous ? Êtes-vous plutôt glamour, effrayante, vicieuse ou tendre ?” Et bien je suis un peu tout cela à la fois ! Mais Godzilla reflète aussi la naïveté, l’optimisme et le modernisme du Japon. D’un autre côté, un morceau comme Further Nearer représente le côté réservé, philosophique, poétique, silencieux et quasi religieux des traditions et de la culture japonaise. "Imagoro" est un mot signifiant "À propos de cette époque" ("About this Time"), et c’était ainsi une façon d’utiliser la langue japonaise. Il y a une certaine colère dans cette chanson mais aussi une certaine résignation, comme un ricanement... ».

## Liste des titres
1. Say Yes!
2. Around the World
3. Seven Tears
4. Godzilla!
5. Imagoro
6. Tourniquet
7. Further Nearer
8. City Island
9. Tantara!